# 半環刺蓋魚
半環刺蓋魚（学名：Pomacanthus semicirculatus，又名疊波蓋刺魚，俗名藍紋神仙）為輻鰭魚綱鱸形目鱸亞目蓋刺魚科刺盖鱼属的其中一種鱼类。

## 分布
本魚分布於印度太平洋區，包括紅海、東非、南非、馬達加斯加、留尼旺、模里西斯、阿曼、葉門、馬爾地夫、葛摩、印度、斯里蘭卡、聖誕島、波利尼西亚群岛、日本南部、琉球群岛、台灣島、西沙群岛、澎湖列岛、中國、越南、菲律賓、印尼、新幾內亞、澳洲昆士兰、帛琉、新喀里多尼亞、羅得豪島、斐濟、薩摩亞群島東加、萬納杜等海域，多见于珊瑚礁。

## 深度
水深0至30公尺。

## 特徵
本魚體略高而呈卵圓形；背部輪廓略突出，頭背於眼上方平直。吻鈍而小。眶前骨寬突，不游離；前鰓蓋骨後緣及下緣具弱鋸齒，具一長棘；鰓蓋骨後緣平滑。體被小型圓鱗，腹鰭基底具腋鱗。成魚呈綠褐色，上有如波紋般藍點，鰓蓋和鰭有藍緣，背鰭和臀鰭鰭條部中央的鰭條略延長。幼魚體呈藍色，上有許多白色弧形紋，但其弧度小，不成環狀。背鰭硬棘13枚，軟條20至22枚；臀鰭硬棘3枚，軟條20至21枚；背鰭與臀鰭軟條部後端尖形，略呈絲狀延長；腹鰭尖，第一軟條延長，達臀鰭起點；尾鰭鈍圓形。體長可達40公分，有时可以在水族馆买到。

## 生態
幼魚獨居常可見在低潮線甚或潮池的洞穴中發現，稍長後會開始往較深的水域遷移，成魚則常在珊瑚礁茂盛區及岩礁底部有洞穴可躲避處出現，大多獨居。屬雜食性，以附著生物、藻類為食。其領域性強，同種魚常爭鬥。

## 經濟利用
為高價值觀賞魚，無食用價值。